# حمودة زلوم
حمّودة محمد عبد الله زلّّوم (25 ديسمبر 1943) كاتب وشاعر أردني - فلسطيني. ولد في مدينة الخليل في الضفة الغربية. حصل على دبلوم المعلمين عام 1967 وعمل في التعليم والصحافة مدّة قبل أن يتفرّغ للكتابة. نشر كتاباته في الصحف والمجلّات الأردنية والعربية. له مجموعات شعرية وعدة مؤلفات.

## سيرته
وُلد حمّودة محمد عبد الله زلّّوم في يوم 25 ديسمبر 1943/ 28 ذو الحجة 1362 في الخليل، أنهى الثانوية العامة في الأردن سنة 1965، وحصل على شهادة الدبلوم المتوسط في اللغة العربيّة من معهد حوّارة في إربد سنة 1967. عمل في وزارة التربية والتعليم، مدرّساً ومديراً وأمين مكتبة 1967 - 1992 في الأردن والسعودية، ثم تركهما ليتفرغ للكتابة.

هو عضو في رابطة الكتاب الأردنيين، وانتُخب نائباً لرئيس فرعها في الزرقاء، كما شغل عضوية الهيئة الإداريّة لنادي أسرة القلم الثقافي بالزرقاء، ورأسَ اللجنة الثقافيّة العليا لمحافظة الزرقاء.

بدأ الكتابة في أوائل الستينيات في الصحف الأردنية واللبنانية وله مؤلفات نقدية وشعرية. كما له مشاركات في الندوات الثقافية الأردنية.

## جوائزه
- 1995: نال جائزة الدولة التشجيعيّة، بالمشاركة، من وزارة الثقافة سنة 1995 عن كتابه الزرقاء ماضيها وحاضرها، وحازت أغنية آثار الأردن من تأليفه جائزةَ مهرجان أغنية الطفل من وزارة الثقافة سنة 1995.

## مؤلفاته
من مجموعاته الشعرية:
- المدائن المتوهّجة، 1993
- ثورة الشيشان، 1996
- بترا والمدن العشر، 2007
- صبا الجنوب، 2012

من مؤلفاته الأدبية والنقدية والدراسات:
- خليل السكاكيني المربي الأديب الإنسان، سيرة أدبيّة، 1972
- الشخصيّة اليهوديّة في الأدب الفلسطيني، نقد أدبي، 1982
- أبو تمام الطائي شاعر الغيث، دراسة أدبية، 1982
- في الرواية الأردنيّة، نقد، 1995
- المدينة في الشعر الأردني، نقد، 2002
- أدب ونقد: دراسات في الشعر والرواية والقصة، دراسة، 2010

في موضوعات أخرى:
- الزرقاء ماضيها وحاضرها، تاريخ، 1993
- الخليل: التاريخ، الحضارة، التراث، تاريخ، 2002
- نهر الزرقاء في التاريخ والشعر والصورة، تاريخ، 2011
- المساجد في الزرقاء، تاريخ التّراث الإسلامي، 2011

## وصلات خارجية
- في موقع أرشيف المجلات